# Gedenkstätte Mogersdorf

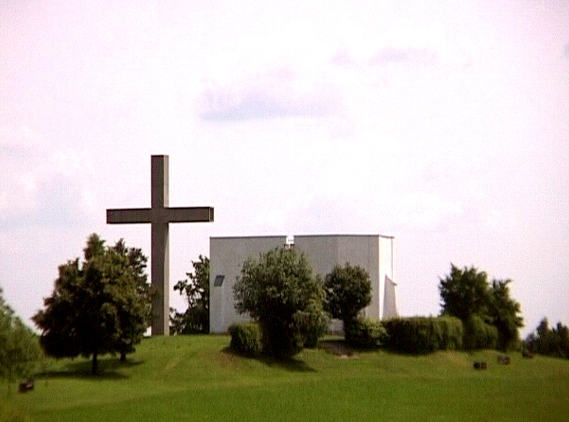
Gedächtniskapelle

Die Gedenkstätte Mogersdorf steht in der österreichischen Marktgemeinde Mogersdorf in Erinnerung an die Schlacht bei Mogersdorf.

## Gedächtniskapelle auf dem Schlösslberg
Auf dem Schlößlberg stand ein ehemaliger Meierhof mit der Kapelle St. Mörtel des Stiftes St. Gotthard in St. Gotthard. Im Jahre 1945 wurde die 1897 erbaute neogotische Kapelle teilweise zerstört. Unter Einbeziehung dieser Kapelle wurde in den Jahren 1963 bis 1964 für das 300-Jahre-Gedenkjahr zur Schlacht bei Mogersdorf die Gedenkstätte nach einem geladenen Wettbewerb nach den Plänen des Architekten Ottokar Uhl errichtet.
Die Gedenkstätte wird mit einem Gedenkstein eröffnet. In deutscher, lateinischer, französischer und ungarische Sprache wird mitgeteilt: Den tapferen Helden allen, die im Jahre 1664 hier gefallen durch bewaffnete Feindeshand, kämpfend für Religion und Vaterland. Dahinter führen zwei quadratisch geschnittene Heckenlinien den Schlösslberg hinauf, direkt auf ein 15 m hohes weithin sichtbares Betonkreuz zu. Neben dem Kreuz steht die Gedächtniskapelle. Der Altar ist eine Kupfertreibarbeit von dem Bildhauer Rudolf Kedl und wurde 1974 aufgestellt. An der Altarwand war ein Altartriptychon (1934–1945) von Herbert Boeckl, welches jedoch aus klimatischen Gründen wieder entfernt wurde. Der Innenraum wurde 1974 und 1979  gegenüber dem ehemaligen Entwurf des Architekten Uhl maßgeblich verändert.

## Annakapelle
Am westlichen Ortsausgang steht die 1670 erbaute Annakapelle, ein Rundbau mit Kegeldach. Das Altarbild Hl. Anna lehrt Maria ist aus 1664. Die Kapelle ist eine Stiftung der Witwe des in der Schlacht bei Mogersdorf gefallenen Malteserritters General Trauttmannsdorff.

## Weißes Kreuz
Im sogenannten Türkenfriedhof an der Straße nach Wien steht ein Steinkreuz aus 1840 mit einer Inschrift für die Gefallenen von 1664.